# Limnocythere
Limnocythere là một chi động vật giáp xác thuộc họ Limnocytheridae. 

## Các loài
Chi này có các loài sau :
| - Limnocythere bradburyi Forester, 1985 - Limnocythere camera Delorme, 1967 - Limnocythere ceriotuberosa (Delorme, 1967) - Limnocythere floridensis Keyser, 1976 - Limnocythere friabilis Benson & MacDonald, 1963 - Limnocythere glypta Dobbin, 1941 - Limnocythere herricki Staplin, 1963 - Limnocythere hungarica Daday, 1900 - Limnocythere illinoisensis Sharpe, 1897 - Limnocythere inopinata (Baird, 1843) - Limnocythere iowensis Danforth, 1948 - Limnocythere itasca Cole, 1949 - Limnocythere liporeticulata Delorme, 1968 - Limnocythere ornata Furtos, 1933 - Limnocythere oughtoni Tressler, 1957 | - Limnocythere paraornata Delorme, 1971 - Limnocythere parascutariensis Delorme, 1971 - Limnocythere platyforma Delorme, 1971 - Limnocythere porphyretica De Deckker, 1981 - Limnocythere posterolimba Delorme, 1967 - Limnocythere pseudoreticulata Staplin, 1963 - Limnocythere reticulata Sharpe, 1897 - Limnocythere sanctipatricii Brady & D. Robertson, 1869 - Limnocythere sappaensis Staplin, 1963 - Limnocythere sharpei Staplin, 1963 - Limnocythere staplini Gutentag & Benson, 1962 - Limnocythere trapeziformis Staplin, 1963 - Limnocythere varia Staplin, 1963 - Limnocythere verrucosa Hoff, 1942 |